# Wciornastek zachodni
Wciornastek zachodni (Frankliniella occidentalis) – gatunek owada z rodziny wciornastkowatych (Thripidae).

## Morfologia
Rodzina wciornastkowatych wyróżnia się asymetryczną budową kłująco-ssącego aparatu gębowego oraz brakiem żuwaczki. Ich wąskie skrzydła wyposażone są w szczecinki zwiększające powierzchnię lotną. Dorosłe samce wciornastka zachodniego osiągają rozmiary 0,9–1,1 mm, a samice 1,3–1,4 mm. Ich ciało jest wąskie i wydłużone. Samce, mniejsze do samic, odznaczają się białożółtym kolorem zaokrąglonego odwłoka. Samice przyjmują kolor od żółtego do brązowego, a odwłok zakończony jest stożkowato.

## Występowanie
Wciornastek zachodni pierwotnie zasiedlał zachodnią część Ameryki Północnej. Obecnie żyje niemal na całym świecie. Przenoszony na kwiatach ciętych i roślinach doniczkowych, rozprzestrzenił się w Europie, Australii, Kanadzie i północnej Afryce. Gatunek ten znalazł się również w Polsce w wyniku introdukcji, po raz pierwszy stwierdzono go w 1986 roku w jednej z warszawskich szklarni.

## Ekologia
Wciornastkowate są owadami roślinożernymi. Żywią się sokami, tkankami, pyłkiem oraz nektarem roślin zielnych, zarówno jedno- jak i dwuliściennych. Są polifagami, nie wykazują preferencji w wyborze rośliny. To organizmy ciepłolubne, dlatego też w Europie wciornastka zachodniego można znaleźć głównie w uprawach szklarniowych. Zasiedlają nadziemne części roślin.
Większość przedstawicieli gatunku to samice rozmnażające się na drodze arrenotokii, gdzie z niezapłodnionych komórek jajowych rozwijają się samce. Samice wykluwają się jedynie z zapłodnionych komórek jajowych. Jajeczka umieszczane są w komórkach parenchymy liści, owocach i elementach kwiatu. Rozwój składa się z czterech stadiów larwalnych. Cykl ten trwa zazwyczaj od 2 do 3 tygodni. Spadek temperatury poniżej optymalnej skraca cykl do około 13 dni. Samice przeżywają 45 dni, samce dwa razy mniej.

## Wpływ na środowisko
Wciornastek zachodni negatywnie wpływa na rośliny, którymi się żywi. Powoduje deformacje płatków, odbarwienie oraz przedwczesne zapylanie i starzenie się roślin. Jest wektorem chorób m.in. brunatnej plamistości pomidora czy wirusa plamistości tytoniu. W wyniku jego działalności może nie dojść do powstania owocu.

## Znaczenie dla gospodarki
Zaliczany do organizmów kwarantannowych na liście A2. Ze względu na sposób odżywiania wciornastek zachodni powoduje straty w uprawach. Zniekształcenie kwiatu czy pojawienie się plam na owocu skutkuje obniżeniem jego wartości. Walka ze szkodnikiem sprawia jednak wiele trudności. Gatunek ten łatwo się rozprzestrzenia, a wykrycie jego obecności jest stosunkowo trudne, ponieważ ukrywa się w szczelinach kwiatostanów. Ponadto gatunek ten jest uodporniony na niektóre pestycydy.

## Aktualne kierunki badań
Obecnie badania związane z wciornastkiem zachodnim są głównie ukierunkowane na wynalezienie metod walki ze szkodnikiem ze względu na straty jakie wyrządza. Wiele aktualnych publikacji naukowych dotyczy również wpływu czynników środowiska na ten gatunek.